# Grosso (Münze)

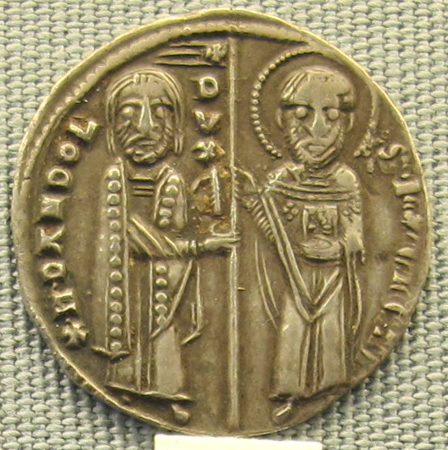
Grosso aus der Regierungszeit Enrico Dandolos (1192–1205). Der links dargestellte Doge hält in seiner linken Hand eine Schriftrolle, die Prommissio ducale, deren Machtbeschränkungen und Aufgaben er zu beschwören hatte. Der rechts dargestellte Evangelist Markus, der Schutzpatron Venedigs, präsentiert Dandolo mit dem Banner in seiner rechten Hand; dessen Wimpel mit dem Kreuz weht über dem Kopf des Dogen, der gleichfalls seine rechte Hand am gonfalone hat. Markus, mit „S. M. VENETI“ bezeichnet, ist als Heiliger am Nimbus zu erkennen. Er hält in der linken Hand sein Evangelium, wie der Doge seine Promissio.

Der Grosso war eine Silbermünze, die im Spätmittelalter in Oberitalien im Umlauf war. Sein Gewicht betrug in Venedig, wo er Mitte des 12. Jahrhunderts aufgelegt wurde, etwa 2,1 Gramm. Der Grosso (der Dicke oder Fette) war neben den in der zweiten Hälfte des 13. Jahrhunderts eingeführten italienischen Goldmünzen das umläufigste Zahlungsmittel für größere Transaktionen. Dem alltäglichen Bedarf diente eine Münze, der Piccolo (der Kleine), die zunächst im Wertverhältnis von 1 zu 26 stand und dementsprechend weniger als 0,1 g Silber enthielt.
Da der Bedarf nach größeren Nominalen in Italien, der ökonomisch fortgeschrittensten Region Europas, schnell wuchs (z. B. für Lohnzahlungen) und die in Nordostitalien umlaufenden Münzen einen zu niedrigen Silberanteil für größere Käufe aufwiesen, begann die Republik Venedig eigene Münzen aufzulegen. Der Doge Enrico Dandolo ging 1193/94 zur Prägung des schweren Silber- oder Dandologrossos über, der mit dem beginnenden 4. Kreuzzug und den damit verbundenen Arbeiten an Arsenal und Flotte seinen Aufstieg nahm.

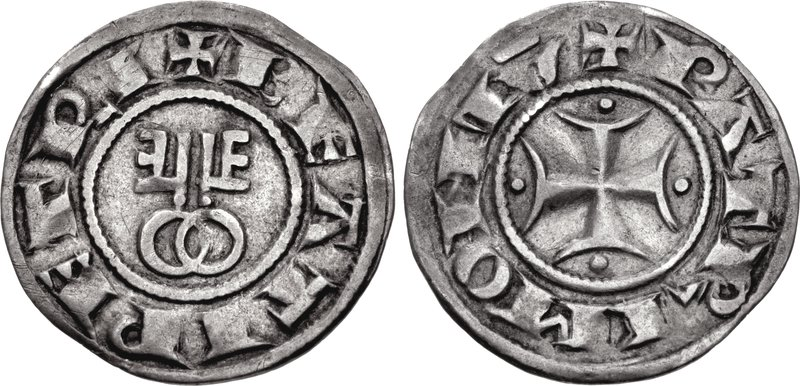
Die Sedisvakanzmünze (Grosso Paparino) o. J. wurde nach dem Tod von Papst Clemens IV. nach 1268 geprägt.

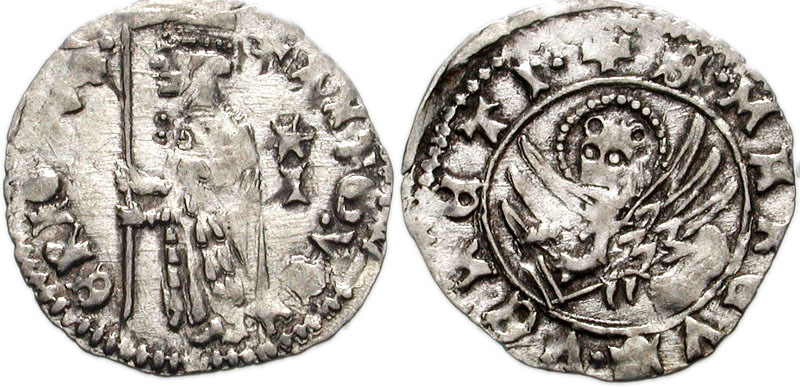
Venezianischer Soldino, 1382

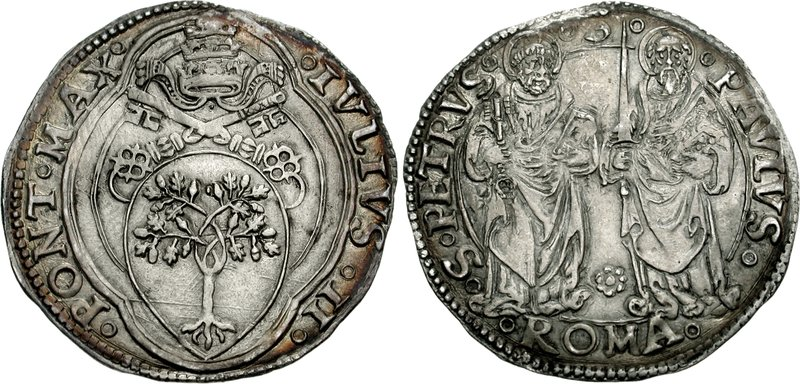
Der Grosso des Kirchenstaat Anfang des 16. Jh. mit dem Namen Giulio nach Papst Julius II.

Von etwa 1200 bis 1285 war der Grosso die wichtigste Münze. Ab 1285 entstanden daneben in der Zecca auch Dukaten, Goldmünzen, die bis etwa 1330 die wichtigste Münze für den Außenhandel und für den Handel en gros darstellten. 1330 bis 1379 war daneben die wichtigste Münze der Soldino. Danach führten Reformen, die sich bis 1423 erstreckten, zu einer Stabilisierung des Münzsystems.
Der Grosso mit seinem Silberanteil von ca. 2,1 g bei großer Reinheit (965/1000) wurde als Medium für umfangreichere Marktbeziehungen eingesetzt. Aber bald wurde er als so unzulänglich empfunden, dass solidus und libra als Recheneinheiten (nicht als Münzen) aufgelegt wurden. Eine libra grossorum (lira di grossi) entsprach dabei 20 solidi grossorum, diese wiederum 240 denari grossorum (= grossi) mit 504,72 g Silberanteil. Diese Wertverhältnisse werden als 1:20:12 dargestellt. Die Recheneinheiten dienten dabei lange als reine Referenzgröße (auch für andere „Währungen“) und zugleich dem Schutz vor Entwertung. Neben dem Grosso bestand als kleine Münze für Alltagsgeschäfte der Piccolo, für den ebenfalls Recheneinheiten bestanden, wobei eine libra parvorum (lira di piccoli) nur 19,33 g Silberanteil aufwies. Ein Piccolo enthielt dementsprechend den 240sten Teil dieser Goldmenge.
Legt man den Silberanteil zugrunde, so ergibt sich ein Verhältnis von 504,72 zu 19,33 g oder einfacher von 1 : 26,1 zwischen Grosso und Piccolo. Mehr als 25 der kleinen Denare durften ab 1268 nicht mehr ins Ausland gebracht werden. Ein kontinuierlicher Wertverfall des Piccolo setzte erst nach 1330 ein, aber auch schon vorher kam es zu einigen kurzfristigen Kurseinbrüchen, die vom Staat selbst initiiert wurden. Um seine Einnahmen für den beginnenden Kampf gegen Friedrich II. kurzfristig zu erhöhen, legte Venedig 1236 das Wertverhältnis zwischen Piccolo und Grosso schlagartig auf 1 zu 38 fest. Damit floss eine erheblich erhöhte Silbermenge in die Kasse der Kommune.
Um den langfristigen Wertverfall des Piccolo zu bremsen, der sich staatlicher Kontrolle weitgehend entzog, wurde er zeitweise rar gemacht, indem man ihn bis 1269 nicht mehr prägte. In diesem Jahre wurde das Gewicht zugleich auf 0,289 g reduziert. Geschäfte unter 50 libra durften grundsätzlich nur noch mit Piccoli getätigt werden, womit die Münze nur noch im Binnenhandel und zugleich nur noch für Alltagstransaktionen gestattet war. Doch ab den Jahren 1341 bis 1344 fiel sein Wert um 28 %.
1379 nahm man nach 25-jähriger Unterbrechung die Prägung des Grosso wieder auf, um diesen gegenüber dem Piccolo im Wert zu mindern, doch die Wahl des Zeitpunktes hätte kaum ungünstiger sein können. Die Geldbeschaffungszwänge des Chioggia-Krieges (1378 bis 1381) wuchsen sprunghaft, so dass der Piccolo weiter verfiel. Auf diese Art konnten die Kriegskosten partiell auf den Lokalmarkt abgewälzt werden. Während 1379 noch 32 Piccoli einem Grosso entsprachen, waren es 1380 bereits 43.
Doch nicht nur der Piccolo geriet unter Druck, sondern das gesamt Silbermünzensystem, und dies schon seit Mitte des 13. Jahrhunderts. Venezianer zahlten im Osten mit Silber und nahmen das dort umlaufende Gold wieder mit. Im 12. Jahrhundert brachten nur das Königreich Jerusalem, das normannische Königreich Sizilien und das Reich der Almohaden Goldmünzen in Umlauf, während die byzantinischen Münzen im Wert fielen. Während das Silber also im Westen an Wert verlor, floss gleichzeitig das künstlich teuer gehaltene Silber Venedigs nach Osten ab. Venedig drohte die Eingliederung in die arabisch-byzantinische Welt und damit der Verlust der lebenswichtigen Funktion als Handelsdrehscheibe zwischen Westeuropa und der Levante durch Auszehrung seiner Silberreserven.
Die Handelsstädte Florenz und Genua durchbrachen als erste die Trennung zwischen dem Silbergebiet und dem islamisch-byzantinischen Goldgebiet, indem sie beide Edelmetalle, die die Städte nun in ausreichendem Maße erreichten, ab 1252 in zunehmenden Ausmaße zirkulieren ließen. Venedig zögerte länger, da hier der Goldzustrom zunächst noch geringer war als bei den Handelskonkurrenten. Hier wurde das afrikanische Gold bald vom ungarischen abgelöst, das deutsche Kaufleute über den Fondaco dei Tedeschi mitbrachten. 1284 begann zunächst in geringem Umfang die Prägung des venezianischen Golddukaten, ohne auf die bewährte Silberwährung zu verzichten.
Für den Fernhandel standen also gleichzeitig Silbergrosso und Golddukaten zur Verfügung. Dabei entsprach ein Dukaten zunächst 39 Solidi ad Grossos. Wenige Monate später, im Juni 1285, fiel der Solidus auf 1 zu 40. Dies entsprach einem Verhältnis von 1 Dukaten zu 18 bzw. 18,5 Grossi. Bis 1328 konnte der Senat dieses Verhältnis künstlich aufrechterhalten, bis der Kurs von 1 zu 18,5 auf 1 zu 24 gesenkt werden musste, womit eine Lira di Grossi, also 240 Grossi, genau 10 Dukaten entsprach.
Nun lieferten die Goldminen im Raum des ungarischen Kremnitz ab etwa 1320 große Goldmengen, die ab 1324/25 die Prägung einer ungarischen Goldmünze gestatteten. 1327 vereinbarten Ungarn und Böhmen darüber hinaus einen Ausfuhrstopp für Silber nach Italien. Binnen weniger Jahre stellte sich Venedig nun weitgehend auf Gold um, wurde zum führenden Goldexporteur, wo es zuvor der führende Silberexporteur gewesen war. Einstweilen wurde der Wechselkurs zwischen Silber- und Goldgeld noch künstlich zugunsten des Silbergeldes hochgehalten, indem man neue Münzen, die Bruchteile seines Wertes darstellten (Mezzanino und Soldino) prägte – und zwar mit einem niedrigeren Silberanteil, als es dem jeweiligen Nominalwert entsprach. Venedig begann 1330 erstmals mit der Prägung eines Soldo effettivo mit einem Wert von 16 bis 18 statt 20 Piccoli.
Größte Schwierigkeiten bereitete das Wertverhältnis von Gold zu Silber während der gesamten Epoche, denn bei der wachsenden Goldgewinnung war es nicht einfach, den Golddukaten zu stützen, der mittlerweile die wichtigste Voraussetzung für den Handel mit Syrien und den Mamluken Ägyptens geworden war. 1331–32 war nämlich der Gold- gegenüber dem Silberkurs bereits von 1:14,2 auf 1:13,1, 1346/49 gar auf 1:10,5 gefallen, schließlich erreichte er 1350 den Tiefststand bei 1:9,4. Silber wurde immer teurer, Gold immer billiger.
Die Rogadia (der spätere Senat) versuchte dementsprechend durch Zollbefreiungen die Zufuhr des nur unzureichend einlaufenden Edelmetalls zu verstärken. Die Zecca stellte 1354 sogar die Prägung des Grosso ein, um durch ein künstlich erzeugtes Unterangebot seinen Wert auf der erreichten Höhe zu halten, was ihr bis 1379 auch weitgehend gelang, zumal der Goldzustrom nachließ. Entscheidend dürfte dabei gewesen sein, dass Venedig seine nahöstlichen Gewürzkäufe, die es praktisch zu einem Monopol ausbaute, fast nur noch mit Golddukaten tätigte. Venedig wurde zum größten „Goldleck“ Europas.
Es wird angenommen, dass die Silberknappheit, oder für die nachfolgenden Jahrzehnte besser gesagt der relative Goldüberschuss, den Senat dazu bewogen, den Grosso als Standardwährung durch eine andere Währung zu ersetzen.